# Triplectides abnormalis
Triplectides abnormalis là một loài Trichoptera trong họ Leptoceridae. Chúng phân bố ở miền Australasia.